# 38e division SS Nibelungen
 (octobre 2019).
Si vous disposez d'ouvrages ou d'articles de référence ou si vous connaissez des sites web de qualité traitant du thème abordé ici, merci de compléter l'article en donnant les références utiles à sa vérifiabilité et en les liant à la section « Notes et références ».
Pour les articles homonymes, voir 38e division.
La 38e division SS « Nibelungen » — en allemand, la 38. SS-Grenadier-Division Nibelungen — était l’une des 38 divisions de la Waffen-SS durant la Seconde Guerre mondiale. Créée dans les dernières semaines de la Seconde Guerre mondiale par l'intégration des cadets de la Junker-Schule de Bad Tölz, du personnel de la 6e, de la 7e et de la 30e division SS ainsi que de membres des jeunesses hitlériennes. Il s'agit de la dernière division SS constituée lors du conflit. Cette division a eu des effectifs bien inférieurs à ceux d'une division classique (environ 5 000 hommes) et eut une faible efficacité au combat, mais on peut néanmoins lui reconnaître des  performances dignes des meilleures divisions SS dans les dernières semaines de la guerre.

## Histoire
La division est constituée le 27 mars 1945 avec des étudiants et le personnel de la Junker-Schule de Bad Tölz. L'unité devait à l'origine être nommée SS-Junkerschule Bad Tölz mais le nom de 38. SS-Grenadier-Division Nibelungen a finalement été choisi par Richard Schulze-Kossens. Elle n'a jamais réellement eu l'effectif d'une division mais plus d'une brigade (6 000 hommes).
Le 24 avril 1945, elle est intégrée dans le XIII. SS-Armeekorps sur le front du Danube. La « Nibelungen » était chargée de tenir l'aile ouest de Kelkheim jusqu'à Vohburg.
La ligne de front à tenir s'avère trop longue pour ses effectifs et la division se replie le 26 avril sur un front plus petit qu'elle tient deux jours. Le 29, la division se replie au-delà de l'Isar et se positionne au sud de Landshut en subissant d'importantes pressions sur ses flancs. Le 30 avril, la division continue sa retraite et s'installe sur une ligne défensive au nord-ouest de Pastetten. Le 1er mai, l'unité amorce une longue retraite jusqu'à Wasserburg. La 20th Armored Division perce totalement le front tenu par la division dès le lendemain, l'obligeant à battre en retraite jusqu'à Chiemsee. Les restes de la division se regroupent à l'ouest d'Oberwössen et établissent une nouvelle ligne défensive. La division résiste de façon acharnée jusqu'au cessez-le-feu du 5 mai 1945. Le 8 mai 1945, la division se rend aux Américains.

## Liste des commandants successifs
| Début         | Fin           | Grade                  | Nom                     |
| ------------- | ------------- | ---------------------- | ----------------------- |
| 1er mars 1945 | 15 mars 1945  | SS-Standartenführer    | Hans Kempin (de)        |
| 6 avril 1945  | 9 avril 1945  | SS-Obersturmbannführer | Richard Schulze-Kossens |
| 9 avril 1945  | ? avril 1945  | SS-Gruppenführer       | Heinz Lammerding        |
| ? avril 1945  | 12 avril 1945 | SS-Obergruppenführer   | Karl von Oberkamp (en)  |
| 12 avril 1945 | 8 mai 1945    | SS-Standartenführer    | Martin Stange (es)      |

Heinz Lammerding et Karl von Oberkamp ont été nommés tous les deux commandant de la division dans un contexte de décomposition accélérée des unités allemandes mais n'ont jamais réellement été en mesure d'exercer effectivement le commandement.

## Ordres de bataille
- SS-Panzergrenadier-Regiment 95 (I.-III.)
- SS-Panzergrenadier-Regiment 96 (I.-IV.)
- SS-Artillerie-Regiment 38 (I., II., 5. et 6.)
- SS-Panzerjäger-Abteilung 38
- SS-Pionier-Abteilung 38
- SS-Flak-Abteilung 38
- SS-Nachrichten-Abteilung 38
- SS-Ausbildungs und Ersatz-Abteilung 38
- SS-Polizei-Bataillon Siegling
- SS-Wirtschafts-Bataillon 38

## Anecdote
L'acteur Hardy Krüger, qui a souvent interprété des rôles de militaire allemand, a été incorporé dans cette division alors qu'il n'avait que 17 ans.